# Victoria de Marichalar y Borbón
Doña Victoria de Marichalar y Borbón, właśc. Victoria Federica de Todos los Santos de Marichalar y Borbón (ur. 9 września 2000 w Madrycie) – córka (drugie dziecko) Heleny, księżnej de Lugo (ur. 1963) i Jaime de Marichalar y Sáénz de Tejada (ur. 1963), wnuczka króla Jana Karola I (ur. 1938) i królowej Zofii Glücksburg (ur. 1938).
Imię Victoria otrzymała po swojej praprababci – królowej Hiszpanii, Wiktorii Eugenii Battenberg, a imię Federica po swojej prababci – królowej Grecji, Fryderyce Hanowerskiej. Todos los Santos (po hiszpańsku oznacza Wszyscy Święci) i podobnie jak de las Mercedes jest to imię często nadawane dziewczynkom w hiszpańskiej rodzinie królewskiej. Przysługuje jej zwrot Jej Ekscelencja.
Została ochrzczona 11 października 2000 w kaplicy Pałacu Królewskiego w Madrycie. Jej rodzicami chrzestnymi byli: jej wuj – Filip, książę Asturii i jej ciotka – Ana de Marichalar y Saenz de Tejada. Victoria jest obecnie piąta w kolejce do tronu, po swoich siostrach ciotecznych Eleonorze i Zofii, swojej matce Helenie i po swoim starszym bracie – Felipe Juanie Froilánie.